# Trogloneta madeirensis
Trogloneta madeirensis là một loài nhện trong họ Mysmenidae.
Loài này thuộc chi Trogloneta. Trogloneta madeirensis được Jörg Wunderlich miêu tả năm 1987.